# Sonja Silva
Sonja Aldina Silva (Rotterdam, 1 februari 1977) is een Nederlandse presentatrice, actrice, model, zangeres en podcast-maker

## Biografie
Silva werd geboren in Rotterdam als dochter van een Kaapverdische vader en een Nederlandse moeder. Ze deed, toen ze zestien jaar was en de havo volgde, modellenwerk. Een paar jaar later zong ze in het achtergrondkoor van zanger Spiros Chalos. Na een optreden voor een voorronde van de Miss Nederland verkiezingen vroeg de organisatie haar om mee te doen aan de Miss Zuid-Holland verkiezing. Ze won de finale van Miss Nederland in 1997. Hierdoor vertegenwoordigde ze Nederland op de Miss World verkiezingen waar ze als elfde eindigde.
Na de verkiezing werd Sonja gevraagd om het programma ZAK te presenteren op Fox 8. Ze werd bekend bij het grote publiek als vervanger van Sylvana Simons bij muziekzender TMF en hier werd ze een van de populairste vj's met programma's als De R&B Top 20, De Dag Top 5, De Factory Facts en sonjasilva.com.
In 2001 ging ze aan de slag als presentatrice bij de zender Yorin en vloog ze de hele wereld over voor het reisprogramma Yorin Travel. Ze vertrok in 2003 bij Yorin, nadat ze een gastrol kreeg in de soapserie Onderweg naar Morgen. Daarnaast was ze in haar eerste musical hoofdrol te zien als Conchita Alvarez in de musical Copacabana, had ze een rol in de televisieserie Costa! en gaf ze samen met twaalf andere acteurs vijf concerten genaamd Costa! in concert. In 2003 poseerde ze twee keer voor de Playboy.
In het voorjaar van 2007 deed ze mee met het Talpa zangprogramma Just the Two of Us. Hierin was zanger Syb van der Ploeg haar zangpartner. De twee behaalden op 23 april 2007 de tweede plek. In 2009 deed Silva op Nederlandse en Belgische nationale televisie mee aan het programma K2 zoekt K3, waar ze tot de laatste 16 deelneemsters kwam.
Op 1 juli 2016 werd bekend dat Sonja haar tv-comeback op RTL4 maakt met Van Passie naar Droombaan.
Sinds medio 2018 werkt Silva als programmamaker en presentatrice bij het christelijk videoplatform New Faith Network en maakt ze programma's als Geloof in de liefde en Koken met Amish. Daarnaast is Sonja actief als voice over en speelt ze de rol van Trish in de animatieserie Ryan Defretes.
Op haar drieënveertigste kwam Silva erachter dat ze autistisch is. Ze kreeg de diagnose autismespectrumstoornis nadat ze zich verdiepte in ADHD en autisme om haar man en zoon beter te begrijpen. Op Instagram is ze open over haar diagnose, al vanaf het begin van het traject waarin ze haar eigen mogelijke autisme begon te onderzoeken. In een interview met het Nederlands Dagblad in februari 2022 noemde Silva zichzelf "een enorme autist". In mei 2020 begon ze de podcast Hoofdzaken over autisme, samen met psychologe, autismecoach en ervaringsdeskundige Céline Mollink. Sinds oktober 2021 is de podcast hernoemd naar Autisme ontrafeld. Met de podcast hoopt ze vooroordelen over autisme (het 'Rain Man-syndroom') tegen te gaan. In elke aflevering interviewt ze een bekend of minder bekend iemand die net als zij de diagnose heeft. Voor de podcast heeft ze interviews gehouden met onder andere Judith Visser, Marjolijn Hof, Magali De Reu, Filemon Wesselink en Pyke Pos, haar echtgenoot.

## Privéleven
Silva trouwde in 2015 met zanger Pyke Pos (die deelnam aan X Factor (Nederland)). Ze heeft een zoon uit een eerder huwelijk.
Silva is een actief christen sinds een bezoek in 2008 aan pinkstergemeente 'De Levensstroom' in Leiderdorp. Hier ging een ontmoeting aan vooraf met Montell Jordan, die haar op een gegeven moment zijn bijbel met aantekeningen gaf waardoor Silva zelf begon te lezen en ontdekken. Sinds 2017 gaat ze regelmatig naar de Hillsong Church in Amsterdam en zingt ze daar in de worshipband.

## Filmografie
Actrice
- 2003 - Hester Lefebre, Onderweg naar Morgen (Yorin)
- 2004 - Marloeke, Costa! (BNN)
- 2004 - Jo Zandbergen, De Erfenis (RTL 4)
- 2006-2007 - Marianne Santos, Lotte (Talpa/Tien)
- 2017 - Amanda, Penoza (KRO-NCRV)

Presentatrice
- 1999 - Zak (Fox 8)

TMF:
- R&B Top 20, USA Charts, Factory Charts, Dag Top 5 (1999-2001)
- SonjaSilva.com (2000-2001)

Yorin:
- Omroepster (2001-2003)
- Yorin Travel (2001-2002)
- Wannahaves (2002)

RTL 4:
- Van passie naar droombaan (2017-2018)

New Faith Network (2018-heden)
- Geloof in de Liefde
- Sterrenstof
- Het Bloemetje
- Koken met Amish

Overig
- Just the Two of Us (2007, Tien) - deelneemster, samen met Syb van der Ploeg
- K2 zoekt K3 (2009, SBS6) - auditie
- De Pelgrimscode 2010, EO - deelneemster (afvaller in aflevering 3)
- The Passion 2017 - Discipel
- Into the Waves (2017, Veronica) - deelneemster